# Стажанти
„Стажанти“ (на английски: The Internship) е американски комедиен филм от 2013 г. на режисьора Шон Леви, с участието на Винс Вон (който е продуцент и сценарист на филма), Оуен Уилсън, Роуз Бърн, Макс Мингела, Асиф Мандви, Джон Бренър, Дилън О'Брайън, Тоби Рафаел, Тия Сиркар, Джош Гад и други.
„Стажанти“ е вторият филм с участието на Уилсън и Вон в главните роли, след „Ловци на шаферки“; които също се появиха в „Старски и Хъч“ (2004). Той е също второто сътрудничество на Леви, Вон и Стърн след „Съседска стража“ от 2012 г., и третият филм на Леви и Уилсън след първите два филма на „Нощ в музея“.
Премиерата е на 7 юни 2013 г., който получава смесени отзиви от критиката, и печели 93 млн. щ.д.